# 近藤誠
近藤 誠（こんどう まこと、1948年〈昭和23年〉10月24日 - 2022年〈令和4年〉8月13日）は、日本の医師。
慶應義塾の一貫教育校（中・高）、大学医学部を経て癌の放射線治療の専門家となるが、医師人生後半は独自理論が医療界で受け入れられず慶應義塾大学医学部専任講師のまま実質的に医師人生を終え、医師以外の活動を活発させるべく近藤誠がん研究所と称した組織を自己設立し一人所長となった。
近藤の主張は、「がんの手術は寿命を縮めるだけ」「抗がん剤は効かない」「検診は無意味」「がんは本物とがんもどきに分かれる」「がんの臨床試験には不正がある」というもので、がんの標準治療の完全な否定であった。オプジーボでも抗がん剤でも、それらの投薬によって治ったと証明された症例は世界中で一例もなく、オプジーボの効果は製薬会社により捏造されたものだと主張した。"がん放置理論"を信じ、早期発見が可能であったがんを進行がんにしてしまう患者が後を絶たず、現場の医師らからは強い危機感が発信されていた。
3万人以上を診察した放射線治療医の西尾正道（北海道がんセンター名誉院長）によれば、近藤の言葉を信じ亡くなった患者の存在や、医療現場で近藤理論に感化された患者の治療は、説得に時間がかかるためしたくないという雰囲気もあるという。また、近藤が乳房温存療法を日本で主導したという見方もあるが、そうではなく、国際学会など海外からの批判によるものと否定している。さらには、乳房温存療法がメディアで注目されるようになり、近藤の元へは乳がん患者しか来なくなり、他種のがん患者は診たことも、進行がんの治療経験もなく、本当の意味でのがんを知らない。近藤はがん検診には行くなと言っているが、全くナンセンスでⅠ期のがんであれば90％以上完治する。特に乳がんの場合は、1cmの大きさになるのに、数年必要であり、近藤が言うように初期であれば放置しても数年間は生きていても不思議ではないと証言する。

## 来歴
1948年、東京都の開業医の家に生まれる。1964年、慶應義塾中等部卒業、1967年、慶應義塾高等学校卒業。1973年、慶應義塾大学医学部を卒業、同年医師国家試験に合格、同・同放射線科に入局。近藤によれば、同放射線科は大学病院内のホスピスのようなところで、患者の多くが様々な治療を受けた挙句入院してきたケースであり、それでも先輩の医師らは抗がん剤を使用していた。最初に受け持った女性の大部屋では、6人中5人が亡くなった。そうした例を見て、抗がん剤は毒だと思い込むようになった。しかし、悪性リンパ腫の患者では、ステージ2では腫れている個所に放射線を当てると30%くらいは治った。海外の成績を調べたところ、抗がん剤の治療成績が良いことを知り、それに倣い使用してみたところ、悪性リンパ腫の80%ほどが治ったため、「抗がん剤も、うまく使えば薬になる」と知った。そこで改めて海外の胃がん、肺がん、乳がんの治療データを見直したところ乳がんだけは抗がん剤で寿命が延びるように見えた。近藤は、自称「日本で最初に早期がん、末期がん問わず、全員にがん告知をした医師」だが、これは抗がん剤に副作用があることで患者に秘密にしておくわけにいかないと考えたためであったという。ところが、その後、文献の治療データに虚偽があったことが分かり「乳がんには抗がん剤はやめたほうがいい」と考えるようになり、その後は補助療法としても抗がん剤治療は行わなくなった。近藤は、「データを山ほど読み込めば嘘が分かるが、そうでもしないと論文に騙される。抗がん剤を使うことに意味があると錯覚するように意図的にグラフが作られているため、世界中で抗がん剤が使われている」と主張する。近藤の言う、文献の「嘘」とは、医師が嘘をついたのではなく「消息不明の患者をどう扱うか」で治療成績は全く変わってくるのだという。近藤が読んだ論文では、抗がん剤を使わないグループは全員が最後は「死んだ」とされていたが、抗がん剤を使ったグループは、多くが途中で消息不明になっており、「生きている」ことにされていたという。
米国ECFMG (Educational Commission for Foreign Medical Graduates) 取得。学部時代はボート部と茶道部に所属。医学部の同級生と学生結婚をしており、在学中に子供が誕生した。
1976年、慶應義塾大学医学部放射線科助手に就任。1979年からアメリカ合衆国に留学しロスアラモス国立研究所のパイ中間子治療施設で勤務するが、この粒子線治療には見切りをつけ翌1980年に帰国、「各種心疾患例におけるタリウム-201心筋イメージング」で慶應義塾大学医学博士の学位を取得。国立東京第二病院（現国立病院機構東京医療センター）核医学センターを経て、1983年に慶應義塾大学医学部専任講師に就任。　
1988年に慶應義塾大学専任講師の肩書きで「乳ガンは切らずに治る」と『文藝春秋』に寄稿。温存療法と治癒率が同じなのに、乳房切除法は外科医の犯罪行為と指摘する内容であった。海外では普及していた乳房温存療法を日本で最初に提唱したことで著名となる。
その後、1996年に最初に『患者よ、がんと闘うな』を出版しベストセラーとなる。文藝春秋から出版された『がん放置療法のすすめ 患者150の証言』や『医師に殺されない47の心得』もベストセラーとなった。
2013年近藤誠がん研究所セカンドオピニオン外来を設立。2014年3月慶應義塾大学定年退職。癌のセカンドオピニオン外来を専門とし、独自理論による著書を通じて外科手術・化学療法・放射線療法を批判。近藤の主張は、「がんの手術は寿命を縮めるだけ」「抗がん薬は効かない」「検診は無意味」「がんは本物とがんもどきに分かれる」「がんの臨床試験には不正がある」というもので、がんの標準治療の完全な否定であった。まだステージが低い患者が、この理論を信じ治療が遅れ死亡する弊害が多発し、現場では問題となった。近藤の著書には、がんを放置しても治るとは書いておらず、治療してもしなくても結果は変わらないから「死を覚悟せよ」というもので、一種の洗脳状態の患者が現場の医師と治療方針を巡って長時間押し問答をするという場面が往々にして見られた。日本医科大学武蔵小杉病院腫瘍内科教授・部長で外来化学療法室長の勝俣範之によると、海外では標準治療を無視して、有償で医療を行うのは医師免許剥奪になりかねない上、訴訟問題に発展するが、日本では勝俣の知る限り近藤の言うことを聞き入れた自分が悪いと自責の念にかられる患者が多く、訴訟の例はないという。これは患者には抗がん薬は効かない、手術は寿命を縮めるなどの持論を展開した後で、「あなたが決めてください」と言う近藤独自の診療スタイルと話術に原因がある。インフォームドコンセントを日本に広げたのは近藤だとする見方もあるが、「患者の自己責任型インフォームドコンセント」であり、間違ったインフォームドコンセントであったと勝俣は批判した。
医療知識のある者から見れば常識はずれな理論でも、現在のがん治療に不満を持つ一定数の患者らをターゲットとすることで自分の存在価値も見出すとともに、ビジネスとしての活路を見出したと現場の医師らの間では評された。腫瘍内科医の押川勝太郎は、近藤は自分の理論を受け入れられる人とそうでない人を分けて考えているとも評している。放射線治療医の上松正和は、近藤の提唱した「がんとがんもどき理論」は、患者が死のうが死ぬまいが自分の理論が正しかったのだと逃げることができる最強の『逃げ理論』を確立したという点で、非道な理論だが、宗教と同じような頭のよい理論だったと評した。
虎の門病院臨床腫瘍科部長高野利実によれば、2000年ごろには近藤との論争では、まだ、抗がん剤のプラス面とマイナス面を論じる姿勢があり、議論になっていたが、その後は主張がどんどん過激になり、抗がん剤の全否定のみならず、医療そのものの否定にまで発展。プラスとマイナスのバランスを考えようという姿勢は皆無となり、批判的な主張に対しては、揚げ足をとるような反論ばかりが目立ち、原理主義的な信念をもって突き進んでいるだけのように見えたという。高野によれば、近藤には3つの問題があり、一つ目は、抗がん剤の有効性を示す科学的な根拠があっても「抗がん剤は絶対ダメ」の全否定で思考が停止している点、二つ目は、著作『がん放置療法』中で、「進行肺がんを治療しないで様子を見た場合の予想生存曲線」を紹介し、1年後の生存率は100％とするなどして「抗がん剤を受けたりしなければ、すぐに死ぬことはない」という思い込みを形にするなど、エビデンスを偽装したこと、三つ目は、がん患者を放置したこと（「がん放置療法」を提唱。症状に合わせ緩和ケアを積極的に行うなどをしない）を挙げている。
2012年、日本文学振興会から「文化的業績」で第60回菊池寛賞を受賞したが、現場の医師からは「本を読んでがんを放置した結果、病を悪化させる患者がいる」「救える命も救えなくなる」など批判の声が上がっている。
ほかに文藝春秋読者賞などを受賞している。
2022年8月13日、出勤途中で体調不良を訴え、虚血性心疾患のため搬送先の東京都渋谷区の病院で死去。73歳没。

## 主張
- 「がんの手術は寿命を縮めるだけ」「抗がん薬は効かない」「検診は無意味」「がんは本物とがんもどきに分かれる」「がんの臨床試験には不正がある」と主張し標準治療を全否定。 手術、抗がん剤が有効であるという医師らを批判[3]。
- 医者を志す人には「固形がんの抗がん剤治療を専門にする、腫瘍内科医になるのだけはやめなさい」と言っている。転移性の固形がんは治らないから、抗がん剤治療はその毒性で患者を苦しめるだけ。それを一生の仕事にすると、患者の苦しみに寄り添う感性を失いかねない。治らない患者を診るなら、患者・家族に感謝されるホスピス医のほうがよほどいい[7]。
- 健康診断やがん検診が、無意味どころか、むしろ有害。健康な人に見つかる病気は治療しないほうが長生きできるという比較試験のデータが数多くある[15]。
- 「がんもどき」は悪化しないので放置しても良く、治らないがんは発症時に生命予後が決まっているため放置して静かに死を迎えるべきだ。
- 乳がんはリンパ節をとっても生存率が上がらないことが、1985年までに証明されている。なのに日本では今も一生懸命リンパ節まで切り取っている[7]。
- アメリカ合衆国では早期前立腺がん患者367人を、一切治療しないで15年間観察した結果、「何もしないで様子を見る」、つまり放置療法が最良という結論が出ている。スウェーデンでの10年間の観察結果でも全く同じだ[7]。
- 日本人のがんの9割を占める「固形がん」は抗がん剤で治ることはないし、延命効果さえ「ある」と証明されたデータは見当たらない[7]。
- 女性は医療の犠牲になりやすい。特に乳がん検診で受けるマンモグラフィは有害。信頼できる海外の比較試験では、約9万人の被験者をマンモグラフィありとなしのグループに分けて追跡したところ、定期的に実施してもがん死亡者数が減らない上、一度の検査で乳がん発症の原因になりうるほどの放射線量を浴びる。日本では乳房を丸ごと切除する"乳房全摘出手術"が増加しているが、近藤の元にセカンドオピニオンで来る患者で、本当に全摘出が必要だった人はほとんどいない。また、子宮頸がん検診では、寿命が延びたという比較試験はなく、受けるメリットはなく、早期発見・早期治療で不要な手術をさせられ、子供を産めなくなってしまう可能性がある[15]。
- 胃がん検診をやめた長野県の泰阜村では、胃がんで死ぬ人が半分以下になった。治療しなければ長生きできた人が、手術を受けたために早く死んだ"治療死"が胃がんで死んだことにされてきた[15]。
- ワクチンに対しても批判的な立場を取る。2018年に『ワクチン副作用の恐怖』を出版。
- メタボは厚生労働省を巻き込んだ陰謀の一端。日本ではBMIは22が標準とされているが、実測データでは、男性は25-27が最も死亡率が低い。女性も高コレステロール血症とされた人の寿命は平均値の人と変わらない。基準値を引き下げるのは薬を売るため。こういう国は他にない[15]。

## 批評
2020年時点で現代医療否定本を50冊以上出した印税で、億単位の利益を得ている。ジャーナリストの岩澤倫彦によると、近藤誠の著書は不況な出版界には「売れるコンテンツ」とされており、がん医療の実績ではなく、出版界の都合でカリスマ医師のような存在に祭り上げられている。「近藤信者」と呼ばれる支持者がいる一方で、医療現場の評判は非常に悪い。
1986年まではFirst Authorとして放射線治療に関する論文を投稿、その後はLast Authorとして乳癌に関する論文を複数所有。独自理論に関する論文はなく、一般向けでのみ展開主張している。1980年代に海外で普及していた乳房温存療法を、切除法が普及していた日本で提唱した第一人者であった。
後に「がん放置理論」を唱えだしたことで、せっかく早期に発見できたのに進行がんにしてしまう患者を生み出し続けたとして批判される。勝俣医師からは標準医療否定し、「患者の自己責任型インフォームドコンセント」という誤った形式のインフォームドコンセントを日本に広げたと批判されている。
近藤が支持される背景には、過剰な医療処置によって苦しんだ人も多いということがある。過剰な投薬が命を縮めるという近藤の主張に対しては、少なくない医師の同意も得られる。『医者に殺されない47の心得』の反響として読者葉書は7000通を超え、その内容からは患者の気持ちを尊重した医療への疑問や後悔の気持ちが寄せられている。名古屋市大薬学部教授の粂和彦は、患者の生活が後回しにされ、近藤による批判が受け入れられやすい社会になってきたとする。
経済雑誌の『東洋経済』に掲載の虎の門病院の高野利実の見解では、近藤は独自の「がんもどき理論」を提唱し、外科手術・化学療法・放射線療法に警鐘を鳴らし「放置」も提案している。抗がん剤はダメだと思考停止しており、2000年ごろと比べて全否定的になってきたという。
上述した腫瘍内科医の押川勝太郎は、近藤の文章が上手いのではなく、逆に医師の多くが学会や病院内にこもって活動しているために、一般に分かりやすい説明をしたり文章を書けていないという問題点を指摘している。これにより分かりやすい近藤への需要が高まった。近藤の論法は90％は論文などに準拠して正しいことを言っているが、残りの10％で結論をひっくり返すような論法を使っており、医師であっても専門医でないと騙されるようなトリックも多く使っているとし、医療者でも近藤の信者は結構いると指摘している。
ANK免疫細胞療法の自由診療では批判されている石井光も、著書で近藤誠の「がん放置療法」への疑問・批判を述べている。
インフォームド・コンセントを日本に広めた一人に数えられるが、日本医科大学武蔵小杉病院の腫瘍内科教授の勝俣範之によれば、近藤の広めたのは責任逃れのためのインフォームドコンセントで、近藤の持論を説明した後に患者が自己決定するという性質で、そうではなく各治療のメリットデメリットをもっと説明し患者の価値観を踏まえて共に決定しないといけない。勝俣には『医療否定本の嘘』といった著作があり、近藤の主張を否定している立場である。
毎日新聞記者の三輪晴美（生活報道部）は、近藤が「抗がん剤は毒でしかない」と述べていることについて、抗がん剤には副作用がある一方で効果が出ているとする患者も多いとし、抗がん剤を全否定する近藤の主張は看過できないとしている。
近藤は2014年の「週刊文春Web」で主張している。
近藤誠は自身の著書で出典を記載しているが、この引用した論文は胃がんとは全く関係のないALS／パーキンソニズムの論文である。本邦で早期胃癌を放置し観察した研究では、59%(13/22例)が進行癌となり、46%(10/22例)が胃癌死となっているとの報告がある。以上のことから、出典は全く主張と関連なく、研究からも根拠のない主張である。
自身のホームページでは、減塩を批評し
この引用は、レビューであり、研究論文ではない。また極端な減塩は意味がない(A Radical Sodium Reduction Policy is not Supported by Randomized Controlled Trials or Observational Studies: Grading the Evidence)ことを過去の研究を引用し主張している。最適な減塩は 一日あたり2300mgのナトリウム=5.84gの食塩と著者はこのレビューで述べている。

## 著書

### 単著
- 『がん最前線に異状あり 偽りのときに終りを』広済堂出版 1988 「「がん」ほどつき合いやすい病気はない」講談社+α文庫
- 『乳ガン治療・あなたの選択 乳房温存療法のすべて』三省堂 1990
- 『患者と語るガンの再発・転移』三省堂 1994
- 『がん治療「常識」のウソ』朝日新聞社 1994
- 『抗がん剤の副作用がわかる本』三省堂 1994
- 『それでもがん検診うけますか 専門医が教える本当の話』ネスコ 1994 のち文春文庫
- 『がんは切ればなおるのか』新潮社 1995 のち文庫
- 『ぼくがうけたいがん治療 信じる医療から考える医療へ』さいろ社 1995 「安心できるがん治療法 「治療死」しないために」講談社+α文庫
- 『患者よ、がんと闘うな』文芸春秋 1996 のち文庫
- 『「治るがん」と「治らないがん」 医者が隠している「がん治療」の現実』講談社+α文庫 1998
- 『なぜ、ぼくはがん治療医になったのか』新潮社 1998
- 『乳がんを忘れるための本 乳房温存療法がよくわかる』ネスコ 1999 のち文春文庫
- 『ぼくがすすめるがん治療』文藝春秋 1999 のち文庫
- 『医原病 「医療信仰」が病気をつくりだしている』講談社+α新書 2000
- 『本音で語る!よくない治療ダメな医者』三天書房 2000 「よくない治療、ダメな医者から逃れるヒント」講談社+α文庫
- 『成人病の真実』文藝春秋 2002 のち文庫
- 『大学病院が患者を死なせるとき 私が慶応大学医学部をやめない理由』講談社+α文庫 2003
- 『がん治療総決算』文藝春秋 2004 のち文庫
- 『新・抗がん剤の副作用がわかる本』三省堂 2004
- 『大病院「手術名医」の嘘』講談社+α文庫 2004
- 『データで見る抗がん剤のやめ方始め方』三省堂 2004
- 『名医の「有害な治療」「死を早める手術」 患者が知らない医の本音』だいわ文庫 2008
- 『あなたの癌は、がんもどき』梧桐書院 2010
- 『抗がん剤は効かない』文藝春秋 2011 『抗がん剤だけはやめなさい』文春文庫
- 『放射線被ばくCT検査でがんになる』亜紀書房 2011
- 『医者に殺されない47の心得 医療と薬を遠ざけて、元気に、長生きする方法』アスコム 2012
- 『がん放置療法のすすめ 患者150人の証言』文春新書 2012
- 『「余命3カ月」のウソ』ベスト新書、2013
- 『がん治療で殺されない七つの秘訣』文藝春秋、2013 『何度でも言うがんとは決して闘うな』文春文庫
- 『免疫療法に近づくな 長生きするなら「免疫力」より「抵抗力」』亜紀書房 2013
- 『「がんもどき」で早死にする人、「本物のがん」で長生きする人』幻冬舎 2013
- 『これでもがん治療を続けますか』文春新書 2014
- 『近藤先生、「がんは放置」で本当にいいんですか?』光文社新書 2014
- 『がんより怖いがん治療』小学館 2014
- 『もう、だまされない!近藤誠の「女性の医学」』集英社 2015
- 『クスリに殺されない47の心得 体のチカラがよみがえる近藤流「断薬」のススメ』アスコム 2015
- 『日本は世界一の「医療被曝」大国』集英社新書 2015
- 『近藤誠のリビングノート ガンを安らかに迎えるための読むセカンドオピニオン』光文社 2015
- 『近藤誠の家庭の医学』求龍堂 2015
- 『がん治療の95%は間違い』幻冬舎新書 2015
- 『がん患者よ、近藤誠を疑え ベストオピニオンを得るための45のアンサー』日本文芸社 2016
- 『しあわせに死ぬために 56の言葉』双葉社 2016
- 『ワクチン副作用の恐怖』文藝春秋 2017
- 『あなたが知っている健康常識では早死にする! 秘蔵データが示す健康寿命の延ばし方』徳間書店 2017
- 『がん患者自立学』晶文社 2017
- 『近藤誠がやっているがんにならない30の習慣』宝島社 2017
- 『健康診断は受けてはいけない』文春新書 2017
- 『がん治療に殺された人、放置して生きのびた人』エクスナレッジ, 2018.11
- 『最高の死に方と最悪の死に方』宝島社, 2018.9
- 『医者の大罪 医療サギに殺されない39の心得』(SB新書, 2019.10
- 『このクスリがボケを生む! 「ケモブレイン」にならない13の知恵』学陽書房, 2019.2
- 『眠っているがんを起こしてはいけない。』飛鳥新社, 2019.4
- 『医者が教える「がん」にならない30の習慣』(宝島社新書, 2019.7
- 『もう、がんでは死なない 二人に一人ががんになる時代の最高の治療法』マガジンハウス, 2020.11
- 『医者のデマ 科学的根拠によれば医者の「効きますよ」、実はウソでした』エクスナレッジ, 2020.3
- 『最新がん・部位別治療事典 「延命効果」「生活の質」で選ぶ。』講談社, 2020.4
- 『こわいほどよくわかる新型コロナとワクチンのひみつ』ビジネス社, 2021.4

### 共編著
- 『がん専門医よ、真実を語れ』編著 文芸春秋 1997 のち文庫
- 『「がんと闘うな」論争集 患者・医者関係を見直すために』編著 日本アクセル・シュプリンガー出版 1997
- 『わたしが決める乳ガン治療 乳ガン体験者と医師からのアドバイス』イデアフォー共著 三天書房 1997
- 『「治らないがん」はどうしたらいいのか』編著 日本アクセル・シュプリンガー出版 1999
- 『乳がん あなたの答えがみつかる本 よくわかる!最適な乳房温存療法』イデアフォー共著 双葉社 2002
- 『医療ミス 被害者から学ぶ解決策』清水とよ子共著 講談社 2003
- 『再発・転移の話をしよう』イデアフォー共著 三省堂 2003
- 『死に方のヒント 満足のいく「生き方」を享受するために』ひろさちや共著 日本文芸社 2003
  - 『がん患者よ、医療地獄の犠牲になるな 迫りくる終末期をいかに人間らしく生き遂げるか』パンドラ新書
- 『どうせ死ぬなら「がん」がいい』中村仁一共著 宝島社新書 2012
- 『「がん治療」のウソ』小野寺時夫ほか共著 宝島社新書 2014
- 『野垂れ死にの覚悟』曽野綾子共著 ベストセラーズ 2014
- 『ねこバカいぬバカ』養老孟司共著 小学館 2015
- 『先生、医者代減らすと寿命が延びるって本当ですか? 飲んではいけないクスリ、受けると危ない治療がわかる!』倉田真由美共著 小学館 2015
- 『世界一ラクな「がん治療」』萬田緑平共著 小学館 2016
- 『がんは治療か、放置か究極対決』林和彦共著 毎日新聞出版 2016
- 『がんを忘れたら、「余命」が延びました! 健診、抗がん剤、手術に効果なし』高橋三千綱共著 ビジネス社 2017
- 『やってはいけない健康診断 早期発見・早期治療の「罠」』和田秀樹共著. SB新書 2018.3
- 『死ねば宇宙の塵芥』曽野綾子共著. 宝島社新書, 2018.8
- 『孟司と誠の健康生活委員会』養老孟司共著. 文藝春秋, 2019.4

### 出演、その他出版物
2003年に、ロシア語翻訳者の米原万里が卵巣癌の診断を受け、転移の疑いがあると診断されるも外科手術による摘出、抗がん剤投与、放射線治療を拒否。セカンド・オピニオンで近藤の指示（治療を行わずに放置）を仰ぎ実践。3年後、2006年冬頃に抗がん剤治療へ切替る。同年5月、自宅にて死去、享年56歳。闘病の経緯は米原の著書「打ちのめされるようなすごい本」に掲載されている。
1994年、東京都杉並区在住の渡辺容子（当時40歳）が右乳房にしこりを感じ近藤の診療を受診。2010年、渡辺は癌の全身転移により近藤から余命1年の宣告を受ける。2012年2月、骨転移が原因の激痛に見舞われ1か月後、豊島病院緩和ケア病棟で死去。死亡宣告からの1年は「いのちを楽しむ－容子とがんの2年間」ドキュメンタリー映画が制作された。
TBS「中居正広の金曜日のスマたちへ 異端の医師スペシャル」（2014年）出演
『ビッグコミック』（小学館）2014年22号より連載されている漫画作品『医者を見たら死神と思え』（原作：よこみぞ邦彦、作画：はしもとみつお）では監修を務める。また同号では表紙イラストに近藤が登場した。

### 翻訳
- ジェローム・グループマン『セカンド・オピニオン 患者よ、一人の医者で安心するな!』平岡諦共監訳 PHP研究所 2001

## 批判書
近藤の主張に対する批判書。
- 佐藤武男『闘うがん、闘ってはいけない癌』徳間書店、1997年、ISBN 419860651X。
- NATROM『「ニセ医学」に騙されないために 危険な反医療論や治療法、健康法から身を守る!』メタモル出版、2014年、ISBN 978-4-89595-864-6。
- 大鐘稔彦（高山路爛）『そのガン、放置しますか? 近藤教に惑わされて、君、死に急ぐなかれ』ディスカヴァー・トゥエンティワン、2015年、ISBN 978-4799317303。
- 大場大『がんとの賢い闘い方 「近藤誠理論」徹底批判』新潮社、2015年、ISBN 978-4106106323。
- 『近藤誠の「がん理論」徹底検証 「がんは放置していい」は本当か？』、別冊宝島（No.2425）、2016年、ISBN 978-4-8002-5006-3。